# إيلي كار
إيلي كار (بالإنجليزية: Eli Carr)‏ هو لاعب كرة قدم أمريكي، ولد في 19 يناير 2001 في فريدريكسبورغ في الولايات المتحدة.